# Tolna vármegyei múzeumok listája
Ez a Tolna vármegyei múzeumok listája.
Szekszárd:
- Wosinsky Mór Megyei Múzeum
- Babits Mihály Emlékház
- Baka Múzeum
- Bor Múzeum
- Petrits Mézeskalács Múzeum

Paks:
- Városi Múzeum
- Paksi Atomerőmű Tájékoztató és Látogató Központ
- Atomenergetikai Múzeum

Bonyhád:
- Völgységi Múzeum - Tűzoltó Múzeum

Dombóvár:
- Fekete István Múzeum
- Helytörténeti Múzeum
- Vasúttörténeti Múzeum
- Dombóvári Sváb Múzeum
- Bélyeges tégla gyűjtemény
- Természettudományi Bemutatóterem
- Természetvédelmi Bemutatóterem

Decs:
- Babamúzeum

Pálfa:
- rácegrespusztai Illyés Gyula Iskolamúzeum

Sárszentlőrinc:
- Petőfi Emlékház

## Külső hivatkozások
- Wosinsky Mór Megyei Múzeum honlapja Archiválva 2019. július 31-i dátummal a Wayback Machine-ben
- Paks Városi Múzeum honlapja Archiválva 2013. május 25-i dátummal a Wayback Machine-ben
- MVM Paksi Atomerőmű ZRt. honlapja
- Völgységi Múzeum honlapja